# Свято-Никольский монастырь (Большекулачье)
Большекулаченский Свято-Никольский монастырь — мужской монастырь Омской епархии Русской православной церкви, находящийся в селе Большекулачье Омского района Омской области.
На территории монастыря располагается святой источник. Является объектом туризма и православного паломничества.

## История

### Вопрос о периоде возникновения
По информации бывшего настоятеля монастыря отца Савватия, архивные документы свидетельствуют, что история монастыря берёт начало с периода основания Омска. В 1720-х гг. в районе созданного города у источника, вода которого помогала от болезней ног и позвоночника, появляются первые православные паломники, а в 1751 году выстраивается деревянная церковь.
Фактически монастырь в современном виде был основан в 1995 году на базе воссозданного каменного храма Святителя и Чудотворца Николая, оригинал которого был построен на этом месте в 1905 году, но в 1936 году разрушен. При этом он считается преемником первого Покровского мужского монастыря, созданного в 1896 году в Омской, Тарской и Семипалатинской епархии.

### Святой источник и появление церкви
Первое упоминание о строительстве церкви в деревне Кулачинское (или Большекулачье), которая появилась возле источника, связывается с 1751 годом, когда местный житель Иван Миронович Круглов с односельчанами поставил деревянную сосновую однопрестольную церковь во имя Святителя и Чудотворца Николая. К 1793 году деревянная церковь с колокольней «сделалась твёрдостиопасной» и жители села за лето возвели новую деревянную церковь на каменном фундаменте, но теперь уже с приделом в честь Святых Мучеников Кирика и Иулитты.

### Постройка каменного храма
В 1905 году на месте деревянной церкви был построен каменный храм в честь Святителя и Чудотворца Николая без приделов. Согласно преданиям за храмом был захоронен архиерей — священник высокого духовного ранга. В 1936 году закрыли и разрушили, вместе с этим было ликвидировано и церковное кладбище. На месте храма была создана колония ГУЛага для содержания репрессированных.

## Восстановление построек и образование монастыря
В 1989 году по благословению Феодосия (Процюка) началось восстановление храма. К 1990 году было возведено временное покрытие над храмом, восстановлена колокольня и шатер над ней, но только весной 1994 года, перед самой Пасхой через 60 лет село снова огласилось колокольным звоном. В 1995 году был учрежден Свято-Никольский мужской монастырь. В 1997 году было разработано оптимальное архитектурно-конструктивное решение однокупольного покрытия центральной части храма со световым барабаном. Оно не нарушало архитектурный стиль здания и позволяло расширить центральную часть за счет пристройки с южной и северной стороны двух приделов. В 2002 году строительство приделов было закончено. По благословению Высокопреосвященнейшего Феодосия, митрополита Омского и Тарского, северный придел освятили в честь Святых Царственных Страстотерпцев, а южный — в честь Святых Мучеников Кирика и Иулитты. Летом 2007 года стены южного придела были расписаны иконописцем из Болгарии Ангелом Богдановым Радушевым.

## Состав
К Свято-Никольскому монастырю относятся Храм в честь Святителя Николая Мирликийского Чудотворца; келейные корпуса братии; трапезная и богадельня; святой источник и часовня в честь иконы Пресвятой Богородицы Живоносный источник (юго-восточная окраина села Большекулачье), три скита: честь иконы Пресвятой Богородицы Неупиваемая чаша (2 км к северу от монастыря), в честь святого Преподобного Александра Свирского (на берегу Иртыша в 5 км километрах от монастыря), в честь Святого Блаженного Василия, Христа ради юродивого, Московского Чудотворца (в селе Вятка Усть-Ишимского района), подворье в честь святого Праведного Симеона Верхотурского (в селе Кайсы в 5 км километрах от Вятской обители).

## Объект туризма и паломничества
По информации бывшего настоятеля монастыря отца Савватия, монастырь посещается туристами и паломниками из соседних регионов, ближнего и дальнего зарубежья, в частности, Германии, Великобритании, Греции. Он сообщает о многих фактах избавления посетивших монастырь людей от своих тяжелых недугов. В частности, говорит Савватий, одна женщина исцелилась от рака, другая отказалась от мыслей о суициде.

## Священноархимандрит
- Дионисий (Порубай) (с 27 декабря 2023 года)

## Наместники
- Виталий (Кляритский) (1995—2005)
- Савватий (Загребельный) (2005—2012)
- Зосима (Балин) (2013—2020)
- иеромонах Амфилохий (Пономаренко) (с 25 августа 2020 года)[5]